# Inge Koch
Inge Koch foi uma patinadora artística alemã. Ela conquistou com Günther Noack duas medalhas de bronze em campeonatos mundiais e duas medalhas de bronze em campeonatos europeus.

## Principais resultados

### Com Günther Noack
| Campeonato Mundial | 5.ª              | Medalha de bronze | Medalha de bronze |  |  |  |  |  |  |  |  |  |  |  |  |
| Campeonato Europeu | 5.ª              | Medalha de bronze | Medalha de bronze |  |  |  |  |  |  |  |  |  |  |  |  |
| Nacional           |                  |                   |                   |  |  |  |  |  |  |  |  |  |  |  |  |
| Campeonato Alemão  | Medalha de prata | Medalha de prata  |                   |  |  |  |  |  |  |  |  |  |  |  |  |
|                    |                  |                   |                   |  |  |  |  |  |  |  |  |  |  |  |  |